# Invincible-JAP
Invincible-JAP is een historisch motorfietsmerk.
Deze motorfietsen werden geproduceerd door Turner Bros in Melbourne van 1922 tot 1928.
Dit was een Australisch merk dat motoren maakte waarin meestal de 1000cc-JAP-V-twins waren gemonteerd, een enkele keer echter de 770cc-V-twin en zeer zelden een eencilinder. 